# Люшо
Люшо е импровизирана зимна градска пързалка за шейни в Кюстендил в периода 1918 – 1934 г.
Началото на пързалката било от височината на Хисарлъка, където през 1948 г. е изграден детски санаториум за хронични и алергични заболявания на дихателната система, и завършвала пред Взаимно училище „Кирил и Методий“. Пързалката е емблематична като една от атракциите на града. Ежегодно през зимата градската управа организира надпревари по спускане с шейни без ограничения във възрастта на участниците и вида на саморъчно направените шейни – по махали, квартали и фамилии. Надпреварата по спускане с шейни се превръща в общоградски празник, като редовно се извежда над къщата на Басмаджиеви под Хисарлъка и военния духов оркестър.
Пързалянето ставало с единични, многоместни шейни с шини с крачно или кормилно управление, със спирачки и всякакви допълнителни приспособления за атракция. Най-атрактивната 10-местна луксозна шейна в историята на традиционната надпревара в Кюстендил принадлежала на известния дупнишки тютюнев търговец Жак Асеов.
До днес спускането с шейни над Кюстендил е оцеляло, но става от крепостта на Хисарлъка при вилата на Генерала до национална спортна база „Осогово“ и продължава традиционно да се практикува зимно време, но в последните години поради липсата на сняг губи предходното си общоградско значение.
Люшо е увековечен от перото на Христо Смирненски. По повод кюстендилската акция на ВМРО поетът осмива миговете на държавно безгрижие посредством острата си политическа сатира „Пързалка в Кюстендил“.